# Elisaveta Bagrjana
Elisaveta Bagrjana, bolgarska pesnica, * 29. april 1893, Sofija, Bolgarija, † 23. marec 1991, Sofija, Bolgarija.

## Življenje
Rodila se je v premožni uradniški družini. Gimnazijo je zaključila leta 1910 v Sofiji, zatem je eno leto poučevala v vasi Aftané (danes Nedjalsko). Med letoma 1911 in 1915 je študirala slovansko filologijo na Sofijski univerzi. Od 1915 do 1919 je učila na gimnaziji v Varni in Kjustendilu. Z literarnimi prispevki je sodelovala v časopisih Vestnik na ženata, Lik in Literaturen front ter revijah Săvremennik, Izkustvo, Plamăk in Zlatorog. Leta 1924 je postala članica Zveze bolgarskih pisateljev. Od 1952 je bila urednica literarne revije Septemvri. Uveljavila se je tudi kot prevajalka in pisateljica za otroke.

## Delo
Ustvarjati je začela v obdobju po prvi svetovni vojni. V njeni poeziji se odraža realističen, prizemljen svet. V pesmih večinoma prevladujejo čustva, razcvet mladosti in prostosti. Leta 1915 je v reviji Săvremenna misăl objavila prvi pesmi: Večerna pesen in Zašto.
Leta 1927 je izdala znamenito debitantsko pesniško zbirko Večna in sveta, ki se je nepričakovano prebila v do takrat nemoteno suvereno poetiko moškega umetniškega razmišljanja. Druga pesniška zbirka Mornarjeva zvezda je izšla leta 1932.
Tretja pesniška zbirka Sărce čoveško (1936), ki jo je opredelila kot vrh ustvarjanja, navdihuje s slovenskim prostorom in je posvečena slovenskim prijateljem. V pesmih opeva Triglav in slovensko pokrajino. To zbirko omenja France Bevk leta 1938 v potopisu Deset dni v Bolgariji. Cikel otroških pesmi Zvezdički (1938) je posvečen Kajtimari, hčerki Izidorja Cankarja, ki je tragično umrla, stara komaj tri leta. V knjigi Slavjanski poeti: stihotvoren sbornik, ki je izšla leta 1948 v Sofiji, je sodelovala s številnimi prevodi iz slovenščine. Prevajala je dela Otona Župančiča, Alojza Gradnika, Iga Grudna in Mateja Bora. Istega leta je bila v Narodnem gledališču v Sofiji ob 30-letnici smrti Ivana Cankarja uprizorjena njegova drama Kralj na Betajnovi v njenem prevodu. 
Leta 1975 je napisala pesem Slănčev udar, ki je kratka metaforična retrospektiva njenega prvega srečanja z Izidorjem Cankarjem. 1978 je v slovenščini izšla zbirka pesmi redko prevedenih knjig bolgarske poezije po drugi svetovni vojni. Leta 1979 je v zbirki Bălgarski prevodači izdala pod naslovom Izbrani prevodi še prevode pesmi Ivana Cankarja, Mirana Jarca, Mileta Klopčiča in Ceneta Vipotnika.
Pesmi so prevedene v 30 jezikov, tudi v slovenščino. Prevajali so jih Izidor Cankar, Vera Albreht, Katja Špur, Lojze Krakar, Ana Drk in Namita Subiotto. Bagrjana je bila med letoma 1932 in 1940 večkrat na Slovenskem, zlasti pri Izidorju Cankarju v Vikrčah.

## Nagrade
- 1967, 1969, 1970 — nominacija za Nobelovo nagrado za književnost
- Rim, 1969 — zlata medalja PENA
- 1983 — najvišje državno odličje – junak Ljudske republike Bolgarije